# Architettura minoica

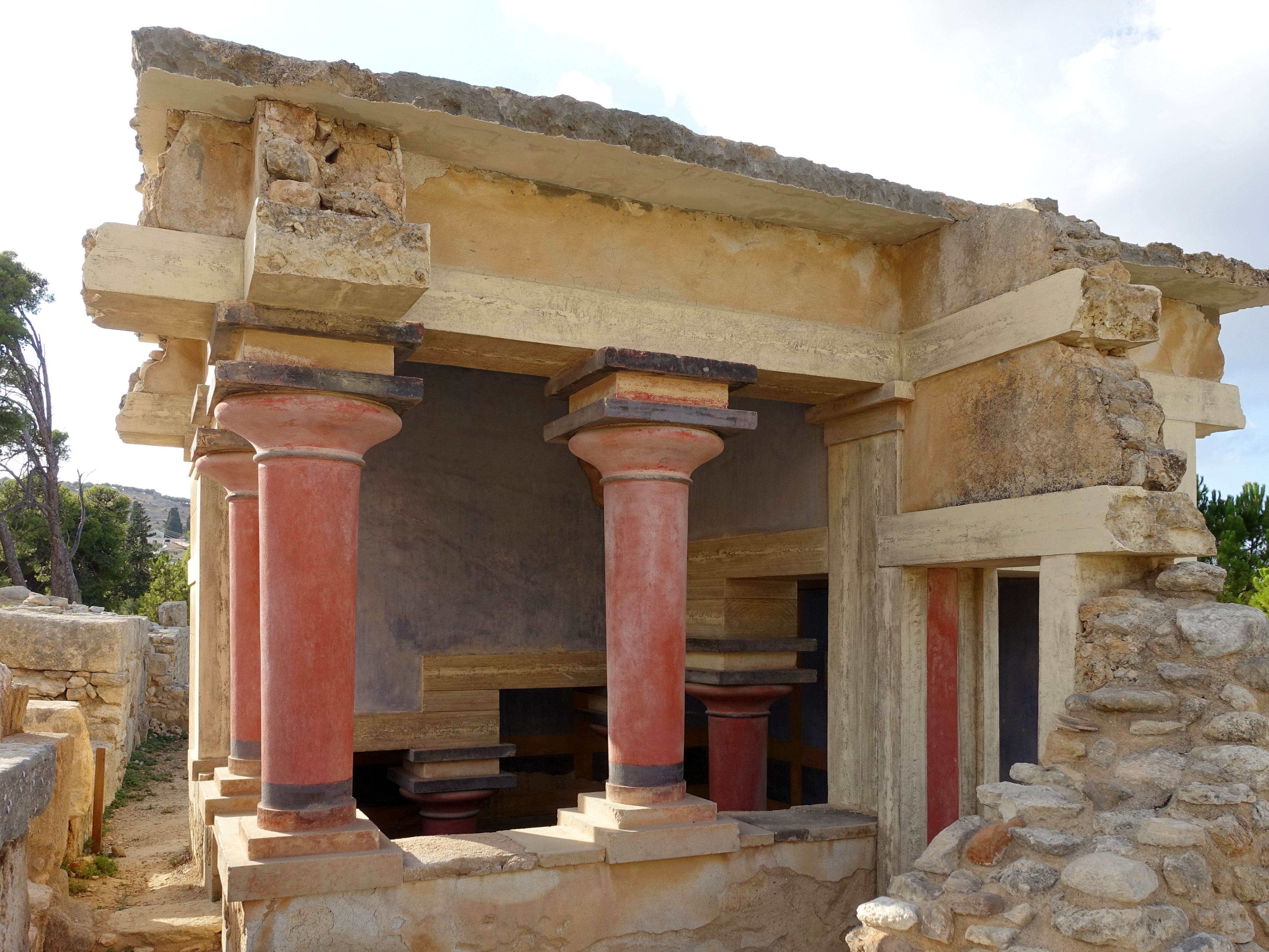
Dettaglio del Palazzo di Cnosso.

L'architettura minoica è rappresentata da tutte le opere edili realizzate dalla stessa civiltà cretese durante l'età del bronzo (circa 3000-1050 a.C.); principalmente dai resti dei grandiosi palazzi che costituivano la residenza del sovrano e il luogo di immagazzinamento del surplus della produzione. Erano costruiti con pietra e mattoni di fango essiccati al sole, poi le pareti venivano intonacate e talvolta dipinte.
La pianta, con ambienti articolati intorno a vasti cortili, era ampia e asimmetrica, con la disposizione delle stanze che suggerisce un criterio casuale; vi si trovano porticati, terrazze, logge, verande e cavedi, mentre sono del tutto assenti strutture militari di difesa. Questo ha fatto pensare a una società basata su uno stile di vita tranquillo e civile, che fu facilmente conquistata dall'invasione micenea, quando il mare non rappresentò più una barriera difensiva. A Creta si sono rinvenuti i resti del palazzo di Cnosso, del palazzo di Festo e del palazzo di Malia, il primo occupante un'area di ben 14.000 m².
Il palazzo più famoso è quello di Cnosso, anche se le rovine attuali, compresi i famosi affreschi a tema marinaresco, sono in larga parte frutto della fantasia dell'archeologo inglese Arthur Evans agli inizi del Novecento.
Esisteva un sistema di scarichi per far defluire le acque di bagni e latrine, mentre in alcune stanze sono state ritrovate tracce di bracieri a carbone per il riscaldamento e la cottura dei cibi. La copertura dei vani era costituita probabilmente da un sistema di travi con andamento piano, non inclinato.
Al pian terreno era vastissima l'area dei magazzini, dove si conservavano i prodotti dell'Isola, all'epoca molto fertile: granaglie, vino, olio d'oliva e lana. Forse proprio dalla complessa suddivisione dell'area dei magazzini potrebbe essere nata la leggenda del labirinto, tramandata dalla mitologia greca continentale. Forse i magazzini di Cnosso erano così ampi anche perché fungeva da centro di stoccaggio e distribuzione verso tutta l'isola.
La cosiddetta villa di Haghia Triada venne costruita invece in epoca già micenea, e presenta un porticato a due piani. L'aspetto innalzato di questi edifici, si ritrova in modelli in terracotta e viene raffigurato nel cosiddetto mosaico degli edifici.
A Creta non sono stati trovati resti né di architetture funerarie, né tanto meno di alcuna costruzione militare.